# کارلو کوستلی
کارلو کوستلی (اسپانیایی: Carlo Costly‎؛ زادهٔ ۱۸ ژوئیهٔ ۱۹۸۲) یک بازیکن فوتبال اهل هندوراس است.
وی همچنین در تیم ملی فوتبال هندوراس بازی کرده‌است